# Cancriniella
Cancriniella é um género botânico pertencente à família Asteraceae.